# Histoire de Pise
Histoire de la ville de Pise située dans la région Toscane en Italie.

## Avant leXVesiècle
- 225 av. J.-C. : une armée romaine partie de Sardaigne débarque à Pise[1].
- 180 av. J.-C. : Pise devient une colonie romaine[1].
- 89 av. J.-C. : les Pisans obtiennent la citoyenneté romaine[2].
- 300 : création du diocèse catholique romain de Pise (date approximative)[3].
- 805 : fondation du monastère de l'église San Paolo a Ripa d'Arno[4].
- 812 : Pise fait partie de la Marche de Toscane (territoire) du Saint-Empire romain germanique[2].
- 990 : fondation du monastère San Michele in Borgo[4].
- 1003 : début du conflit entre Lucques et Pise[1].
- 1004 : Pise pillée par les Sarrasins[1].
- 1063 : début de la construction de la cathédrale Notre-Dame-de-l'Assomption de Pise[2].
- 1011 : Pise attaquée à nouveau sans succès par les Sarrasins[1].
- 1092 :
  - la construction Cathédrale Notre-Dame-de-l'Assomption de Pise est terminée[1];
  - l'Archidiocèse catholique romain de Pise est établi[3].
- 1095 : les Pisans rejoignent les forces religieuses de la Première croisade combattant à l'étranger[2].
- 1118 : la cathédrale Notre-Dame-de-l'Assomption de Pise est consacrée[1].
- 1119 : l'église San Pietro in Vinculis est reconsacrée[4].
- 1132 : consécration de l'église San Sisto[4].
- 1140 : la Piazza dei Cavalieri devient le centre de Pise.
- 1147-1150 : les Pisans participent à la deuxième croisade[1].
- 1150 : construction de l'église du Saint-Sépulcre de Pise (date approximative)[1].
- 1152 : début de la construction du baptistère[2].
- 1161 : les murailles de Pise sont construites[4].
- 1162 : le territoire pisan s'agrandit[4].
- 1167 : inondation.
- 1173 : début de la construction de la tour de Pise[2].
- 1187 : élection papale de décembre 1187 à Pise.
- 1228 : conflit avec les forces réunies de Florence et Lucques près de Barga.
- 1230 : construction de l'église Santa Maria della Spina et de la tour de l'église San Nicola (date approximative)[1].
- 1252 : construction de l'église Sainte-Catherine-d'Alexandrie[4].
- 1257 : construction de l'hôpital[4].
- 1264 : construction de l'église San Francesco de Pise[4].
- 1278 : construction du Camposanto monumentale (cimetière)[4].
- 1284 : bataille navale de Meloria entre les forces pisanes et génoises près de Livourne ; victoire génoise.
- 1329 : construction de l'église Santa Maria del Carmine[4].
- 1342 : la ville de Lucques est annexée à Pise[2].
- 1343 : l'université de Pise est fondée par édit du pape Clément VI[2].
- 1399 : la république de Pise devient un État client du duché de Milan.

## XVeetXIXesiècles
- 1402 : Gabriele Maria Visconti (it) devient signore.
- 1406
  - Pise assiégée par les forces florentines[1].
  - début de la construction de la Cittadella Nuova (forteresse)[4].
- 1482 : imprimerie[5].
- 1494 : les Français au pouvoir[4].
- 1509 : les Florentins au pouvoir[1].
- 1543
  - fondation du Jardin botanique de Pise (jardin)[6].
  - le Palazzo della Sapienza est construit[4].
- 1551 : population intra-muros : 8 574 habitants[1].
- 1555 : reconstruction de Pise terminée (Palais Lanfranchi).
- 1562 : rénovation de la Piazza dei Cavalieri[4].
- 1564
  - construction du Palazzo della Carovana.
  - naissance de Galileo Galilei, astronome, physicien et ingénieur.
- 1569 : consécration de l'église Santo Stefano dei Cavalieri.
- 1589 : Galilée commence à enseigner à l'université.
- 1590 : construction du palais Lanfreducci[1].
- 1596 : fondation du Museo storia naturale di Pisa (musée).
- 1605 : construction des Logge di Banchi[4].
- 1680 : inondation.
- 1735 : « grands-ducs autrichiens de la maison de Lorraine » au pouvoir[4].
- 1745 : population intra-muros : 12 406 habitants[1].
- 1777 : inondation. ( il )
- 1810 : fondation de l'École normale supérieure de Pise (école).
- 1815 : création de la Piazza Martiri della libertà[4].
- 1841 : population : 40 477 habitants. [7]
- 1844 : le chemin de fer Pise-Livourne entre en service[4].
- 1846 : le chemin de fer Pise-Lucques entre en service.
- 1851 : fermeture de l'université[2].
- 1859 : l'université rétablie[2].
- 1860 : Pise devient partie intégrante du royaume d'Italie[4].
- 1861 : le chemin de fer Pise-Massa entre en service.
- 1865 : le Teatro Politeama (théâtre) ouvre[8] [9].
- 1867 : le Teatro Verdi (théâtre) ouvre[9].
- 1881 : population : 42 779 habitants[1].
- 1885 : le Velodromo Stampace (it) est inauguré.
- 1897 : population : 65 516 habitants[10].

## XXesiècle
- 1909 : création du Pisa Sporting Club.
- 1919 : ouverture de l’Arena Garibaldi.
- 1930 : création de la Società Storica Pisana (société d'histoire)[11].
- 1943 : bombardement de Pise pendant la Seconde Guerre mondiale[12].
- 1944 : bombardement[2].
- 1945 : le Campo di concentramento di Coltano (it) est installé[2].
- 1950 : le Ponte di Mezzo (pont) est construit.
- 1952 : le camp militaire américain Darby s' établit près de la ville.
- 1963 : création de la Biblioteca Comunale di Pisa (bibliothèque)[13],[14].
- 1979 : création de l'Associazione Teatro di Pisa (organisation théâtrale)[9].
- 1985 - mai : élections municipales en Toscane.
- 1987 : création de l'école supérieure Sainte-Anne de Pise[15].

## XXIesiècle
- 2008 : Marco Filippeschi est élu maire.
- 2013 : population : 86 263 habitants[16].
- 2015-31 mai : élections régionales toscanes de 2015.
- 2018 : Michele Conti est élu maire.